# Torre Bombarda
La torre Bombarda es una torre de vigía y centinela del siglo XVI, que se sitúa en el extremo norte de la Sierra Helada, sobre un acantilado, al lado del faro de Punta Albir, en Alfaz del Pi. Se encuentra a 111 metros sobre el nivel del mar.

## Historia
La torre formaba parte del sistema defensivo que Felipe II organizó en el siglo XVI ante las continuas incursiones piratas berberiscos.
El lugar elegido para la construcción de la torre es un punto estratégico para la defensa y control del territorio y, de hecho, en 1863 se instaló junto a la torre el faro de Punta Albir para regular el tráfico marítimo en la bahía de Altea. En el extremo más septentrional de la rada se encuentra el castillo de Altea y la torre de Cap Negret (actualmente desaparecida), con las que la torre Bombarda estaba en contacto visual. Estuvo en funcionamiento entre los siglos XVI y XVIII.
La fecha exacta de la construcción de la torre Bombarda es desconocida, pero aparece mencionada en el informe del ingeniero militar Giovanni Battista Antonelli de 1563. Según un informe de José de Rojas, redactado en 1788, se sabe que la atalaya disponía de un cañón de bronce de a tres, con un diámetro en el fogón cinco líneas.
Fue restaurada entre noviembre de 2011 y enero de 2012 con un coste de 5000 euros con el objeto de consolidar la torre y la reposición de las piedras de mampostería desprendidas.

## Descripción

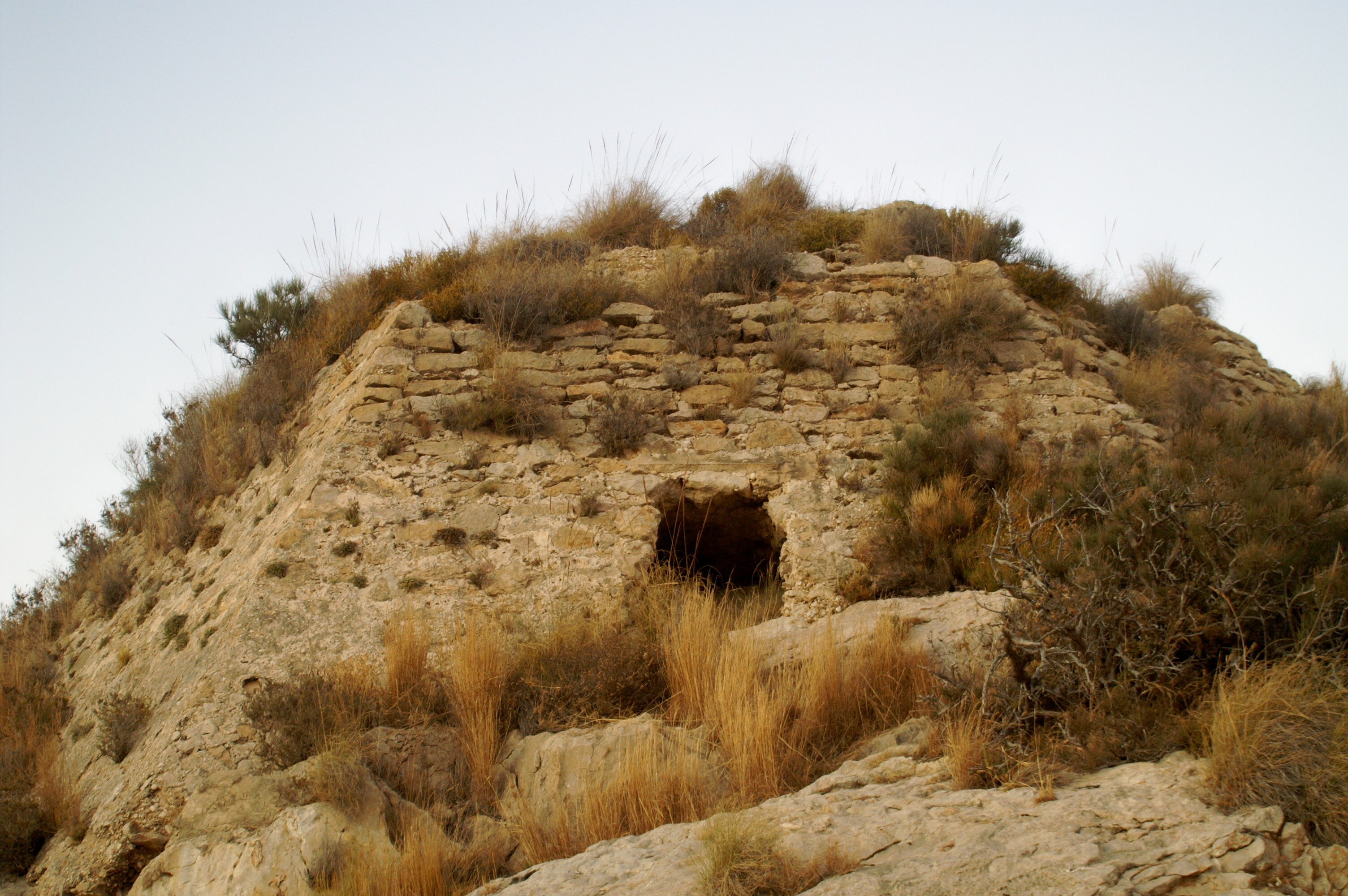
Estado antes de la restauración (septiembre de 2011).

Tan solo queda la zapata poligonal cuya planta es hexágono irregular y alzado ataludado. Fue construida en mampostería irregular tomada con mortero de cal. Quedan restos de enlucido por lo que sería posible que hubiese estado completamente enlucida.
Sobre la zapata se observa el arranque de los muros del cuerpo de torre, ahora es de planta cuadrada, forma que debió tener la parte de la estancia.
A partir de los elementos conservados, unos muros de 1,90 de ancho y un cuerpo casi pentagonal de 4 metros, se cree que tuvo una altura total de 12 metros. Sobre esta base se alzaría la torre de planta cilíndrica. A partir de las descripciones efectuadas por el ingeniero Arnaldo Hontabat en 1757 se sabe que la torre tenía dos pisos abovedados que se comunicaban por una escalera de caracol.